# Bellonari

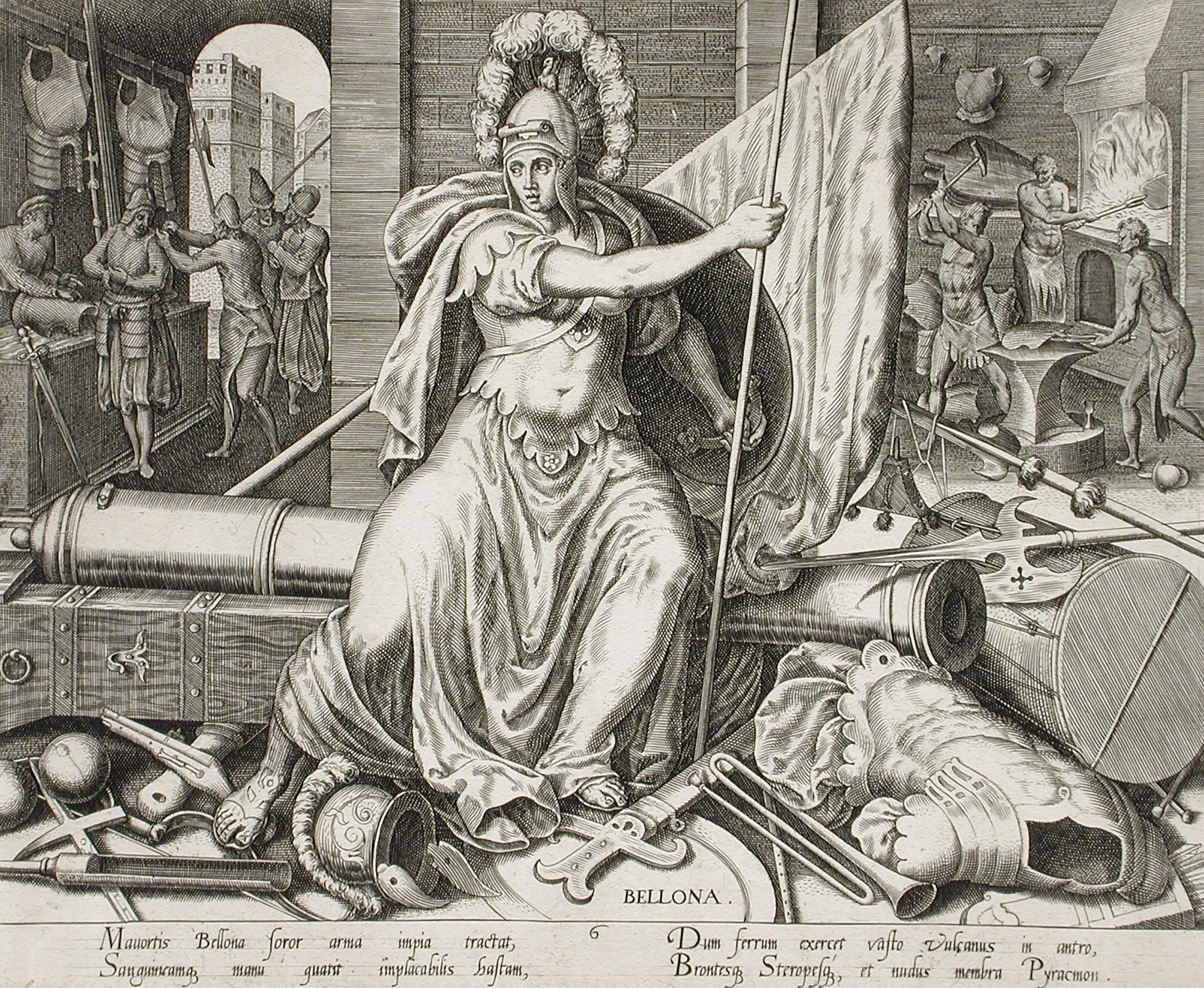
Bellona, stampa attribuita a Phillip Galle (1574)

I bellonari erano i sacerdoti di Bellona, nell'antica Roma.
Prima di essere ammessi al sacerdozio, i bellonari erano obbligati di lasciarsi fare un'incisione ad un braccio come segno indicante che questa divinità non voleva essere onorata che col sangue. Anche quando celebravano le feste del loro nume si facevano dei tagli nelle braccia o nelle gambe, ed offrivano in sacrifizio il sangue che ne usciva. Con l'andar del tempo, queste ferite non furono più inflitte, ma simulate. L'Imperatore Commodo annullò questa pratica e li costrinse a tagliarsi come un tempo. 
Nel giorno di celebrazione della festa della dea i bellonari correvano per le strade come forsennati, con una spada sguainata in ciascuna mano. Appena avessero  terminate le loro corse ed i loro sacrifìci, ognuno si affrettava a consultarli, perché si credeva che avessero il dono di predire il futuro, dato che avevano la fama di  annunciare sempre la presa di qualche città o la sconfìtta dei nemici.